# Мериндолско клане
Мериндолското клане е масово избиване на валденси, живеещи във и около град Мериндол, Южна Франция. Клането е извършено през 1545 г. от френски войски по заповед на френския крал Франсоа I.

## Предистория
Извън Пиемонт валденсите се присъединяват към местните протестантски общности в Бохемия, Франция и Германия. Последователите на това религиозно течение се прегрупирали в Луберон, Франция, където ревностно и тайно продължавали да изповядват вярата си. Когато лутеранството започва да прониква по-активно в тези райони, местните валденси започват все по-свободно да афишират забранената от Църквата си вяра и дори стават все по-екстремистки настроени, което личи от нападението, което извършват над едно местно католическо абатство.
Все по-тясното взаимодействие между валденсите и протестантите в Южна Фрнция поставя първите в полезрението на френските власти, поради което на 18 ноември 1541 Парламентът на Прованс издава „Arrêt de Mérindol“  (Присъда на Мериндол). Първоначално Франсоа I отказва да одобри решението на парламента, но през 1545 г. след многократни молби кралят дава съгласието и през април 1545 г. срещу Мериндол се отправят провансалските части на френската армия, начело на които е поставен председателят на провансалския парламент Жан Мение. Към тези войски се присъединяват части от папската област Конта-Венессе.

## Клането
Погромът над Мериндол се ръководи от Жан Мание и Антоан де Емар, посланик на Франция в Османската империя, който по това време се завръща от Италианската война начело на отряд от 2000 ветерани. По пътя за Булон, където трябва да се сражава срещу англичаните, Емар получава заповед да се присъедини към войските на Жан Мание.
Войските на Мание и Емар опустошават градовете Мериндол и Кабриер и унищожават околните валденски села. Жертвите на клането в различните източници варират между стотици и хиляди. Освен това хиляди жители са изпратени на принудителен труд във френските галери, а няколко села (между 22 – 28) са напълно унищожени. Екзекуцията на млад пленник, извършена по време на тези събития, се приема за първата исторически засвидетелствана екзекуция чрез разстрел.

## Последици
По-късно Франсоа I и папа Павел II одобряват резултатите от експедицията на Мание, който е награден с имперски почести от папата. След възцаряването си крал Анри II обещава пълно разследване на случая с Мериндол, а лидерите на клането са изправени на съд пред Парижкия парламент, който произнася присъда само срещу един от тях. Клането в Мериндол става причина все повече и повече валденси в Южна Франция да се присъединяват към калвинизма.